# Crête cnémiale
La crête cnémiale est une proéminence en forme de crête située sur la face avant de la tête du tibiotarse ou du tibia dans la patte d'espèces coureuses, comme de nombreux mammifères, oiseaux, reptiles et dinosaures. Le principal muscle extenseur de la cuisse s'y trouve attaché.